# Estos son los condenados
Estos son los condenados (título en Inglaterra: The Damned, título en Estados Unidos: These Are the Damned ) es una película de terror de ciencia ficción británica de 1962 dirigida por Joseph Losey y protagonizada por Macdonald Carey, Shirley Anne Field, Viveca Lindfors y Oliver Reed.  El guion fue de Evan Jones, basado en la novela de Henry Lionel Lawrence de 1960, The Children of Light (Los niños de la luz). Fue una producción de Hammer Film.

## Trama
Simon Wells, un turista estadounidense de mediana edad que realiza un recorrido en barco por la costa sur de Inglaterra, se detiene brevemente en Weymouth. Mientras camina por las concurridas calles de la ciudad, se encuentra con Joan, una muchacha que  lo mira brevemente, tras lo cual Simon, fascinado por ella, la sigue. No tiene idea de que la joven de 20 años es miembro de una pandilla de motociclistas llamada "Teddy Boys", liderada por el hermano de Joan, King. Esta banda tiene como objetivo a turistas desprevenidos a quienes pueden robar. Simon, que acaba de dejar un matrimonio en Estados Unidos y abandonó su trabajo bien remunerado como gerente de seguros para empezar en otro lugar, es víctima de la brutalidad desenfrenada de la pandilla. Sus muchachos golpean a Wells y le roban. El propio King no se ensucia las manos. Dos hombres recogen al golpeado Simón y lo llevan al café más cercano para que pueda refrescarse y recuperarse.
Allí Wells conoce al misterioso Bernard, que dirige una instalación militar cercana, y a su compañera Freya Neilson, una artista.Bernard le advierte a Simon que "la era de la violencia sin sentido nos ha alcanzado también a nosotros". A la mañana siguiente, Joan tiene la audacia de visitar a Simon en su barco, que todavía está anclado en el puerto de Weymouth. El americano queda asombrado por su presencia y la recibe inicialmente con frialdad. Los pandilleros, que habían perdido de vista temporalmente a Joan, pronto llegan y fuerzan la partida de Simon. De alguna manera, Joan se ha encariñado con el hombre mucho mayor y también le encanta provocar a su hermano King, quien no está dispuesto a tolerar este contacto. Joan huye de la pandilla y salta al barco de Simon. Un pandillero intenta hacer lo mismo y cae en la dársena del puerto. Los motociclistas persiguen al americano. Uno de ellos observa al barco con binoculares. Simón sigue el deseo de Joan y la deja unos kilómetros más adelante en la costa. Mientras tanto, Bernard ha regresado a la instalación militar fuertemente custodiada y, como todos los días, está llevando a cabo su sesión de preguntas y respuestas a través del monitor de televisión con los niños de un aula inferior. A su pregunta más urgente, de por qué tienen que vivir tan aislados aquí, tiene, como siempre, la misma respuesta evasiva: que llegará el día en que comprenderán todo esto.
Wells y su compañera desembarcan y escalan la costa rocosa. Irrumpen en el estudio de Freya, situado en medio de un desolado paisaje costero, y quieren pasar allí juntos la siguiente noche. El centinela costero de King ha regresado a Weymouth e informa a su jefe sobre el desembarco de Simon y Joan. King reúne a los miembros de su pandilla. En mitad de la noche, Simón y Joan se despiertan por el sonido de un motor. Se escapan de la casa en el último segundo y huyen, asumiendo que King y su pandilla los han rastreado hasta aquí. Pero es sólo Freya quien regresa a su casa. King aparece de la nada y emocionado le pregunta a Freya dónde está Joan. Entre ambos se desata una acalorada discusión, durante la cual King, fuera de sí por la ira, destruye una de sus estatuas con un hacha. Mientras tanto, Joan y Simon se escabullen en la oscuridad. Perseguidos por King y sus hombres, se ven cada vez más acorralados hasta que llegan a la valla de alambre del recinto militar ultrasecreto de Bernard. Rodeados por los hooligans, Joan y Simon deciden saltar la valla. La alarma se activa automáticamente en las instalaciones y se envían soldados con perros guardianes. Uno de los Teddy Boys es arrestado e interrogado por el Mayor Holland. 
King ha seguido a su hermana y al americano. En la oscuridad de la noche, los tres no logran ver el final de la meseta costera durante su huida y caen a las profundidades. Los niños de la clase encuentran a la pareja frente a la costa y la llevan a un complejo de varias cuevas de roca que está conectado al sistema de búnkeres de la base militar. Estos nueve niños, todos de once años, tienen las mismas características. Están expuestos a temperaturas gélidas y por eso parecen muertos. King también es rescatado por un niño de este misterioso grupo de niños y llevado a la cueva. Los nueve niños están bien vestidos y bien alimentados, ninguno de ellos parece estar gravemente enfermo. Al principio, los adultos no saben que los niños están bajo constante vigilancia por video de la gente de Bernard y que son parte de un proyecto experimental de alto secreto. Los infantes reciben la visita periódica de hombres vestidos con trajes especiales diseñados para protegerlos de la radiación. El líder del proyecto, Bernard, ha proporcionado a los niños una habitación sin videovigilancia y, debido a la falta de cámaras, creen que esta habitación especial es desconocida para sus guardias. Por lo tanto, llevan a Joan y Simon allí, asumiendo que son sus padres, ahora regresados, y que necesitan ser protegidos de los militares. Allí también se proporciona comida a los adultos escapados.
Simón y Joan quedan impactados por las condiciones de los niños. Sospechan que se está abusando de ellos en nombre de la ciencia y con el respaldo del Estado para un modelo de investigación que es éticamente reprobable. Idean un plan para salvarlos. King se deja persuadir a participar en esta acción. Pero Bernard sabe desde hace tiempo que hay tres nuevos huéspedes no deseados en la cueva de y utiliza una conexión televisiva para presionarlos para que le entreguen a los adultos. Por primera vez, los niños ensayan una rebelión contra su amo dominante y destruyen las cámaras de vigilancia de su aula, donde reciben clases del “Gran Hermano” Bernard a través de una pantalla. Bernard envía entonces a tres de sus hombres vestidos con trajes antirradiación para hacer entrar en razón a los habitantes de la cueva. Pero los hombres son abrumados por King y Simon, quienes actúan juntos por primera vez. En defensa propia, King dispara a uno de los hombres con una ametralladora que le había quitado a otro. Simon toma un contador Geiger de uno de los hombres de Bernard, el mayor Holland, y descubre, para su gran horror, que todo allí abajo, especialmente los cuerpos de los pequeños, es radiactivo. Wells ordena la fuga y hace que King ate al Mayor Holland.a todos y llevan a los niños, que se retuercen y gritan, de vuelta al búnker. Freya es testigo de los acontecimientos y hace graves acusaciones morales a Bernard, quien permite que Simon y Joan abandonen la zona porque sabe que no llegarán muy lejos, dado que estuvieron expuestos a la radiación atómica durante demasiado tiempo cuando estuvieron en la cueva. Mientras tanto, King intenta huir con el auto de Freya. El niño que lo rescató del agua el día anterior se sube al vehículo. La radiación ionizante rápidamente provoca náuseas en King. Dos helicópteros lo detienen. Los hombres saltan de los helicópteros y agarran al niño. King continúa acelerando en su coche, pero finalmente se topa con un control policial. Atraviesa con su coche la barandilla de un puente y se despeña deliberadamente a la muerte.
Wells y Joan se dirigen al mar en el barco de Simon, pero ellos también sufren náuseas intensas. Aparece un helicóptero sobre ellos. Joan se da cuenta de que está a punto de morir y se acuesta mientras Simón continúa navegando el barco. Estalla una acalorada discusión entre Bernard y Freya. Bernard le explica que los niños nacieron ya contaminados porque sus madres fueron víctimas de un accidente nuclear. Ahora que a los niños se les había permitido respirar el aire de la libertad por unos segundos, para su pesar, en realidad se habían convertido en prisioneros. Los niños contaminados radiactivamente deberían garantizar la supervivencia de la raza humana en una Tierra devastada por la energía nuclear en caso de un ataque nuclear, que Bernard considera "inevitable". Todo el proyecto persigue este objetivo, explica Bernard. Freya está profundamente conmocionada y disgustada. Ante su reacción, Bernard no ve otra opción que dispararle, matándola. En la escena final, los gritos desesperados de los niños atrapados resuenan sin ser escuchados en la orilla.

## Elenco
- Macdonald Carey como Simon Wells
- Shirley Anne Field como Joan
- Viveca Lindfors como Freya Neilson
- Alexander Knox como Bernard
- Oliver Reed como Rey
- Walter Gotell como Mayor Holland
- James Villiers como el capitán Gregory
- Tom Kempinski como Ted
- Kenneth Cope como Sid
- Brian Oulton como el señor Dingle
- Barbara Everest como la señorita Lamont
- Alan McClelland como el Sr. Stuart
- James Maxwell como el Sr. Talbot

### Los niños
- Rachel Clay como Victoria
- Caroline Sheldon como Elizabeth
- Rebecca Dignam como Anne
- Siobhan Taylor como María
- Nicholas Clay como Richard
- Kit Williams como Henry
- Christopher Witty como William
- David Palmer como George
- John Thompson como Charles